# Pannenkoekentaart

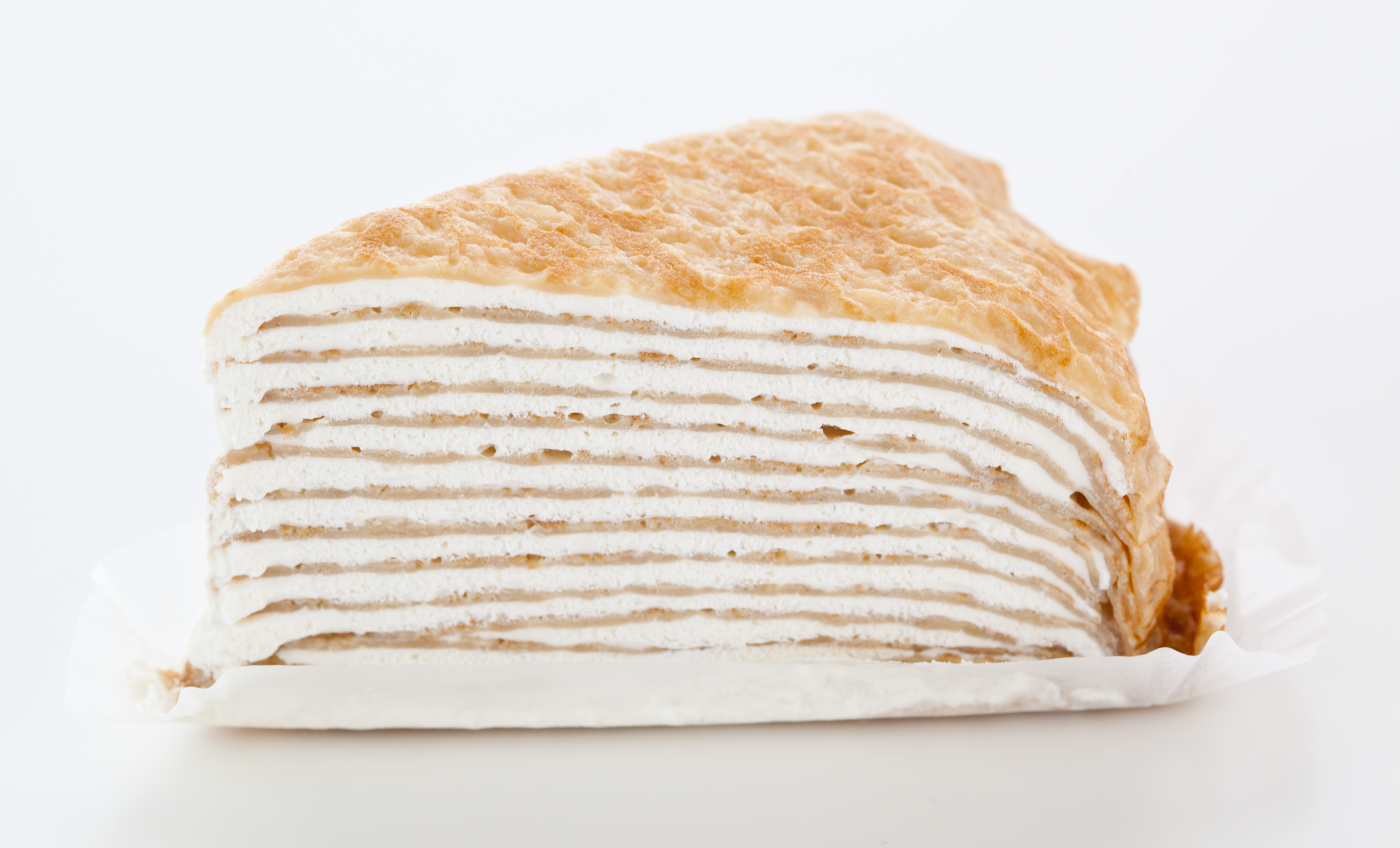
Pannenkoekentaart met slagroom

Een pannenkoekentaart is een taart bestaande uit pannenkoeken.
De taart wordt gemaakt door het opeenstapelen van pannenkoeken. Tussen elke pannenkoek wordt een dun laagje zoetigheid aangebracht. Men laat de pannenkoeken best even afkoelen voor men de taart samenstelt opdat de tussenliggende laag niet lopend wordt.
Onderstaande zoetigheden worden wel eens tussen de pannenkoeken gesmeerd, al dan niet in combinatie:
- pudding
- chocoladepasta
- confituur
- slagroom

Het samenstellen van een pannenkoekentaart is een creatieve activiteit die men samen met kinderen kan doen.
Er bestaan ook recepten voor hartige pannenkoekentaarten. De pannenkoekentaart met spinazie en gehakt is hiervan een voorbeeld.